# City of Prineville Railway

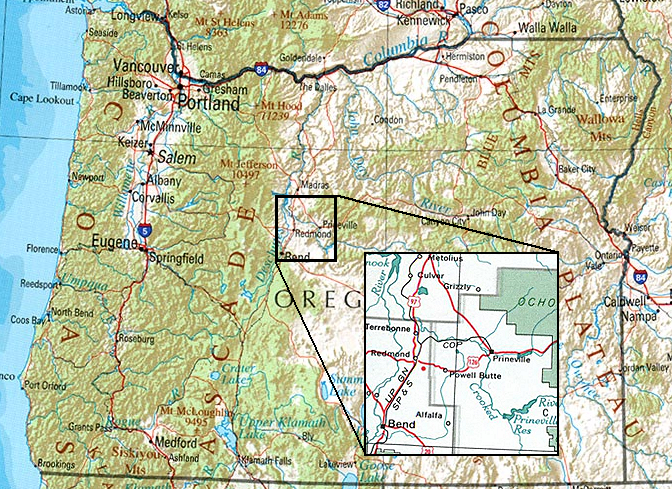
Lage der COPR in Oregon

Die City of Prineville Railway (COPR) ist eine US-amerikanische Shortline-Eisenbahngesellschaft im Bundesstaat Oregon. Sitz des Unternehmens ist Prineville. Die von 1916 bis 1918 gebaute 29,5 km lange Strecke gehört der Stadt Prineville und ist in den USA die am längsten in Betrieb befindliche Eisenbahn im Eigentum einer Gemeinde. Sie stellt die Verbindung zwischen Prineville Junction und Prineville her.
Die Eisenbahn wurde errichtet, nachdem die großen Eisenbahngesellschaften Union Pacific Railroad und Great Northern Railway die Stadt nicht an ihr Netz anschlossen. In den 1950er und 1960er war das Einkommen aus der Eisenbahn so hoch, dass die Stadt eine der niedrigsten Steuerquoten in den USA hatte. Der reguläre Personenverkehr wurde bereits 1939 eingestellt. Da 2001 die beiden letzten großen Sägewerke geschlossen wurden, ging das Transportaufkommen drastisch zurück.
Der überwiegende Teil der transportierten Güter sind Holz und Industriewaren. Die Verwaltung erfolgt durch eine vom Stadtrat berufene Kommission. Das Unternehmen verfügt über vier Lokomotiven und 182 Güterwagen. Eine Lokomotive ist eine dreiachsige Dampflokomotive der Bauart Shay, sie ist im Besitz der Oregon Historical Society und wird zu speziellen Anlässen eingesetzt.
In Prineville Junction besteht Anschluss an das Streckennetz der BNSF Railway und der Union Pacific Railroad.
Die Crooked River Railroad Company nutzt die Strecke für Ausflugszüge.
Siehe auch: Liste nordamerikanischer Eisenbahngesellschaften